# Aldehorno
Aldehorno es un municipio y localidad española al norte de la provincia de Segovia, en la comunidad autónoma de Castilla y León. Forma parte de la comarca de la Ribera del Duero, y cuenta con una población de 59 habitantes (INE 2024).

## Geografía

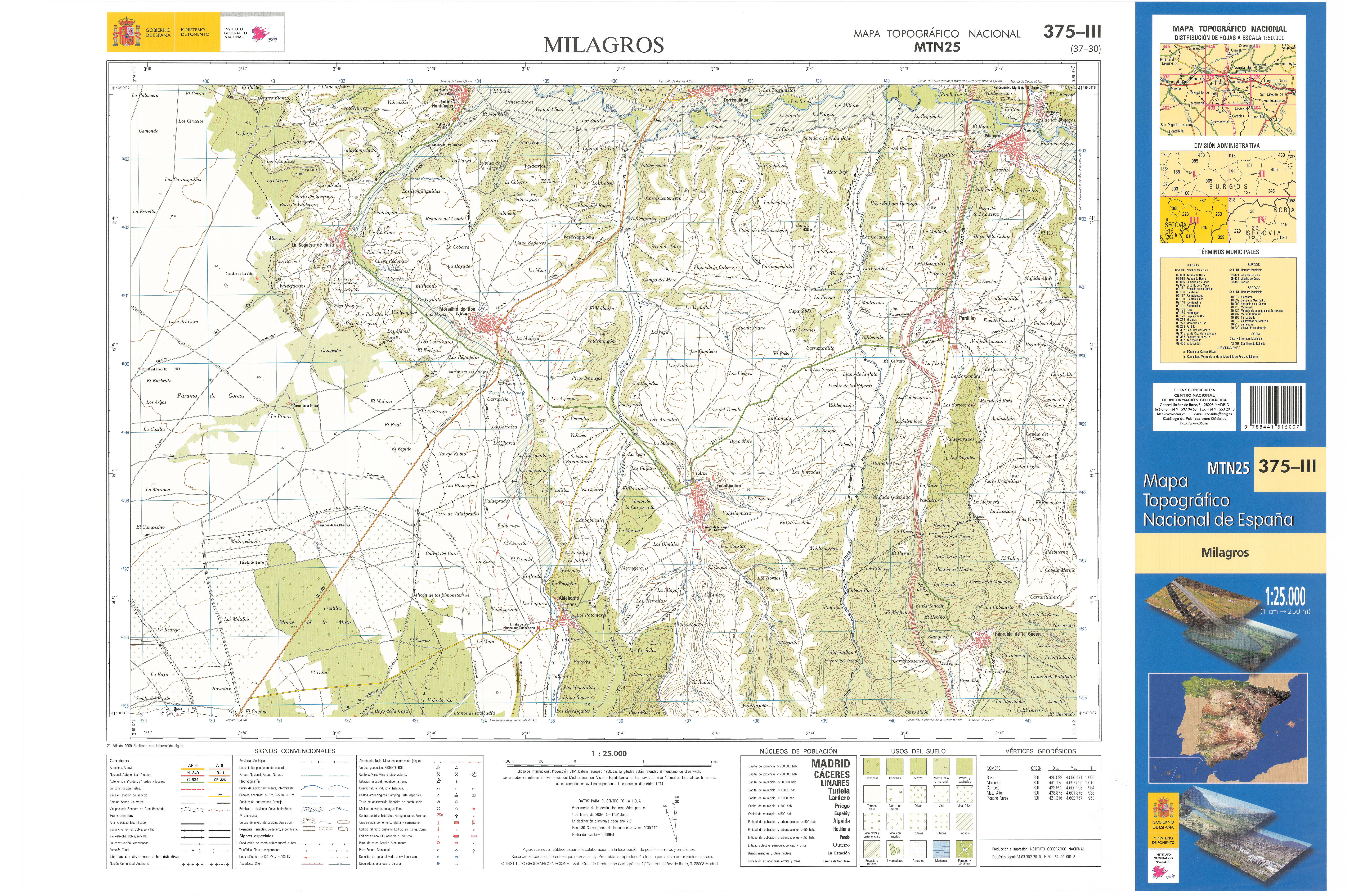
Fragmento de la hoja 375 del Mapa Topográfico Nacional de España de 2009 en el que se representa parte de Aldehorno

| Noroeste: Haza (Burgos)                                                                                           | Norte: Moradillo de Roa (Burgos) | Noreste: Moradillo de Roa (Burgos) |
| Oeste: enclave de Monte de la Mata (Moradillo de Roa) (Burgos), enclave de Monte de la Serrezuela (Haza) (Burgos) |                                  | Este: Moradillo de Roa (Burgos)    |
| Suroeste: Aldeanueva de la Serrezuela                                                                             | Sur: Aldeanueva de la Serrezuela | Sureste: Moradillo de Roa (Burgos) |

## Historia
Hasta mediados del siglo XIX se escribía Aldea Horno.
Estuvo integrado en la Comunidad de villa y tierra de Haza.

## Demografía
Cuenta con una población de 59 habitantes (INE 2024).
| Gráfica de evolución demográfica de Aldehorno entre 1842 y 2021                                                       |
| |
| Población de derecho según los censos de población del INE. Población de hecho según los censos de población del INE. |

## Administración y política
Lista de alcaldes
| Periodo   | Nombre                    | Partido | Partido |
| --------- | ------------------------- | ------- | ------- |
| 1979-1983 | Domingo Pérez Veros       |         | UCD     |
| 1983-1987 | Pablo Pérez Veros         |         | PSOE    |
| 1987-1991 | Florencio Gil Pecharromán |         | CDS     |
| 1991-1995 | Jesús Sanz Cornejo        |         | CDS     |
| 1995-1999 | Jesús Sanz Cornejo        |         | PP      |
| 1999-2003 | Jesús Sanz Cornejo        |         | PP      |
| 2003-2007 | Jesús Sanz Cornejo        |         | PP      |
| 2007-2011 | Jesús Sanz Cornejo        |         | PP      |
| 2011-2015 | Jesús Sanz Cornejo        |         | PP      |
| 2015-2019 | Jesús Sanz Cornejo        |         | PP      |
| 2019-2023 | Jesús Sanz Cornejo        |         | PP      |
| 2023-act. | María Jesús Arroyo Sanz   |         | PSOE    |

Elecciones a la Diputación Provincial
El municipio pertenece al distrito electoral del partido judicial de Riaza en la Diputación Provincial de Segovia.

## Patrimonio

### Iglesia

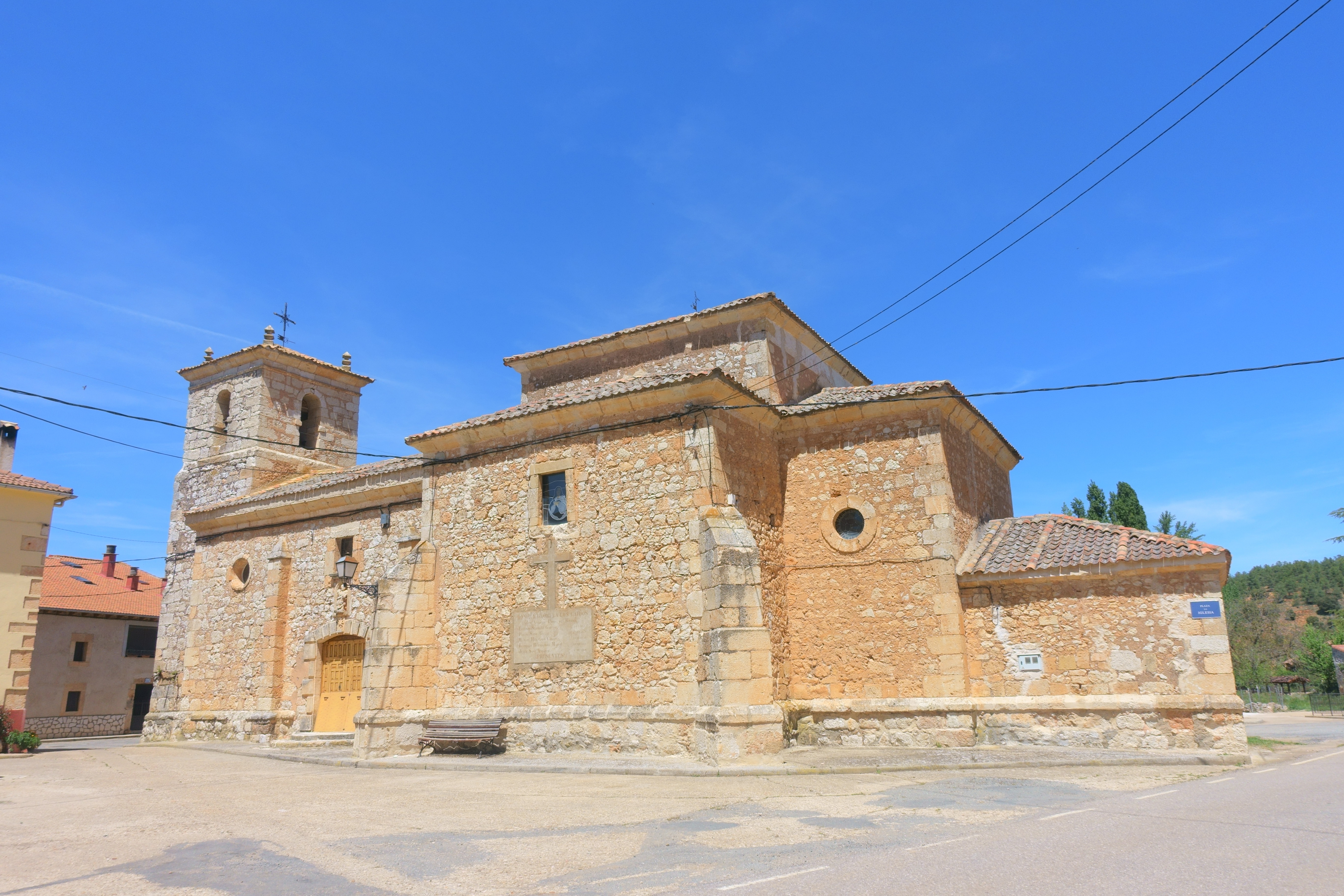
Iglesia de San Pedro

La iglesia parroquial se dedica a San Pedro Advíncula, edificio barroco en planta de cruz latina, que dispone de cúpula sobre pechinas en el crucero. Varios retablos barrocos y neoclásicos se alojan dentro del templo, destacando el mayor donde se acoge una entrañable imagen de san Pedro sobre el trono vaticano. Una original pila bautismal románica se une a una interesante cruz procesional gótica del siglo XIV, para terminar de conformar el patrimonio sacro de esta iglesia. 

### Ermita de la Inmaculada Concepción
Sita al oeste de la localidad. Dentro de ella se aloja un retablo barroco, las imágenes se encuentran en la Iglesia de la Parroquia.

### Cementerio
Junto al cementerio se encuentra la ermita de la Inmaculada Concepción.

### Lavadero

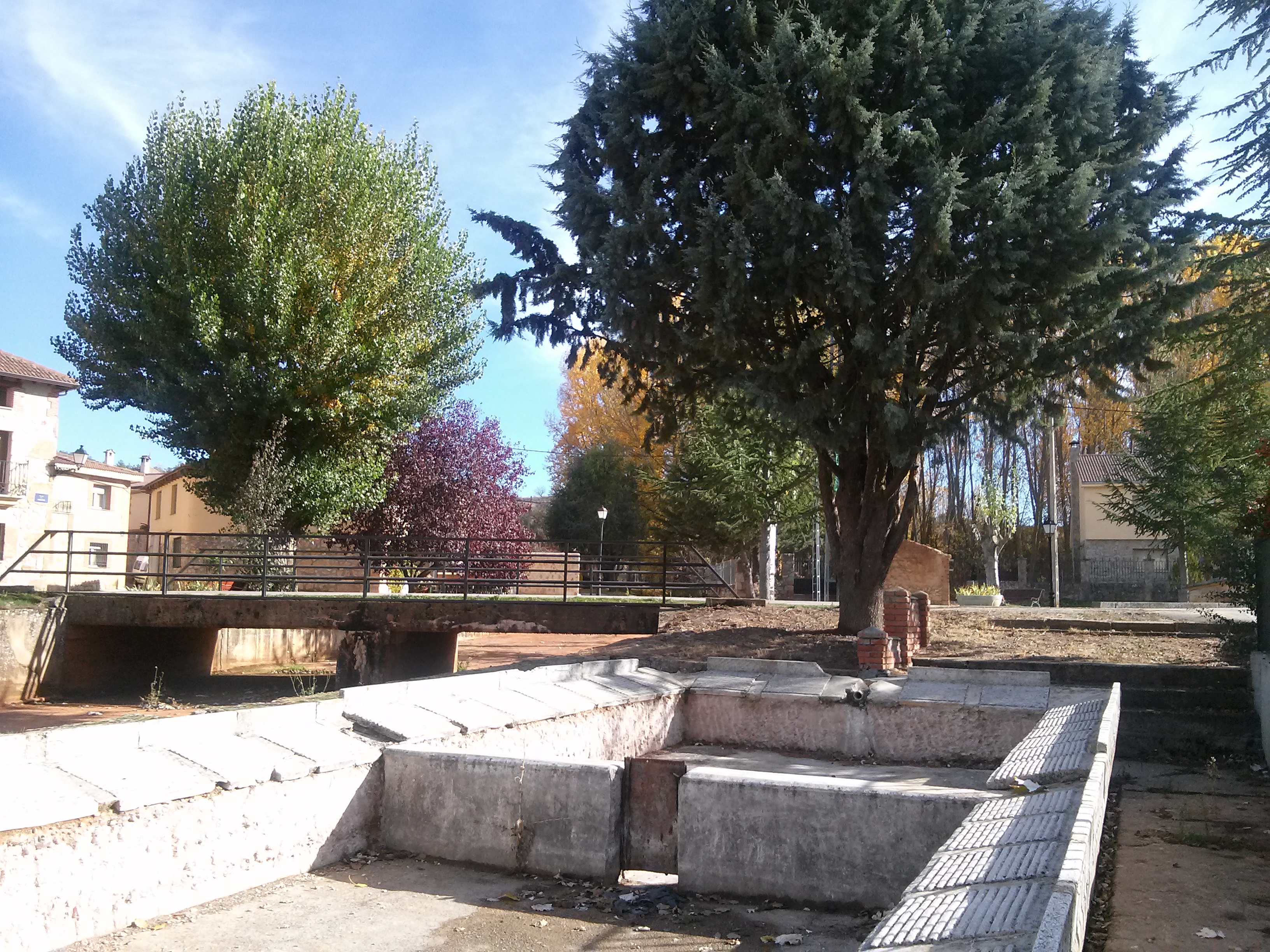
Lavadero Público

### Pilón

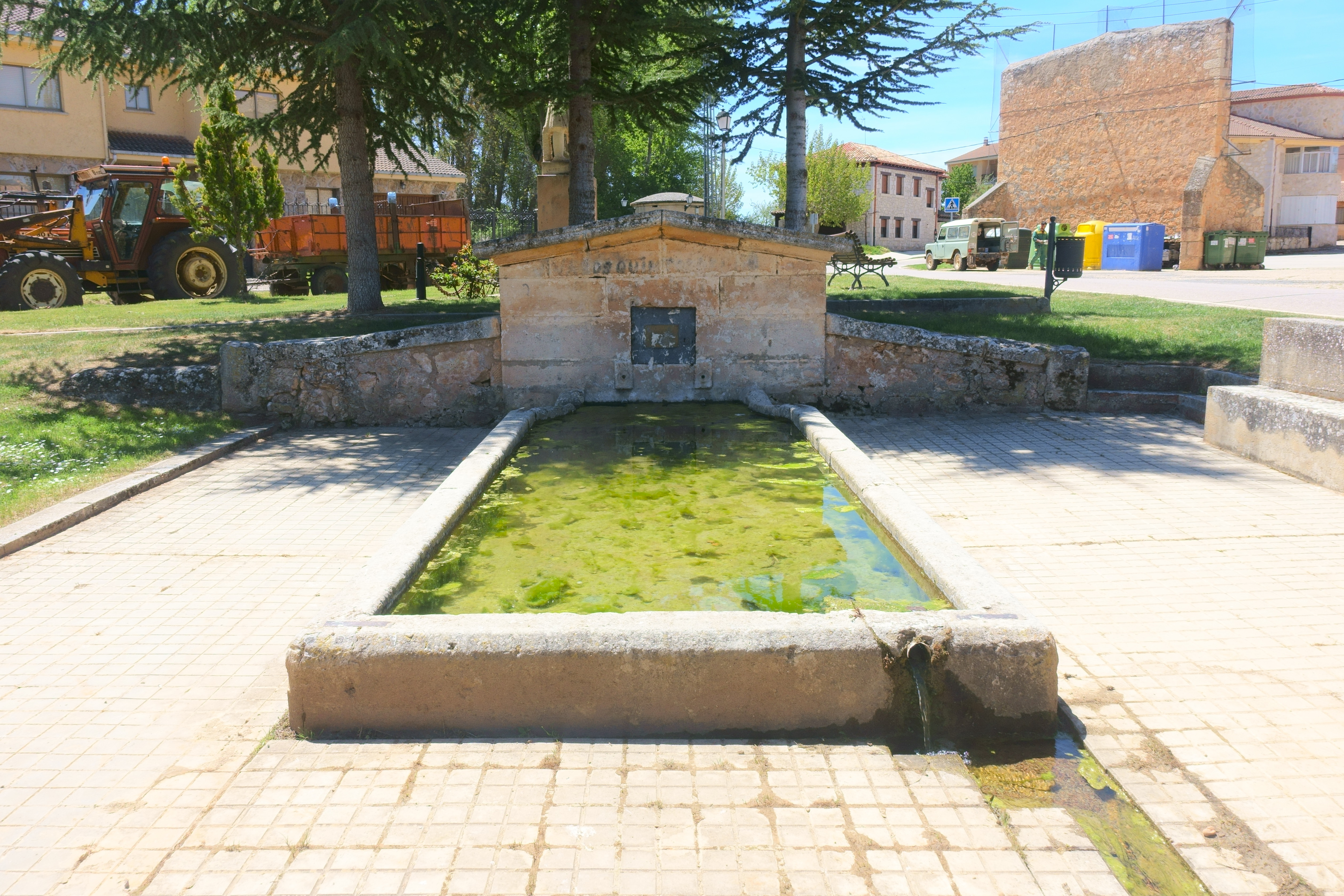
Pilón

Restauración y Acondicionamiento además de la Junta de Castilla y León, Diputación Provincial de Segovia, la Asociación Villa de Aldehorno y los vecinos de Aldehorno.

### Homenaje a la Mujer Rural

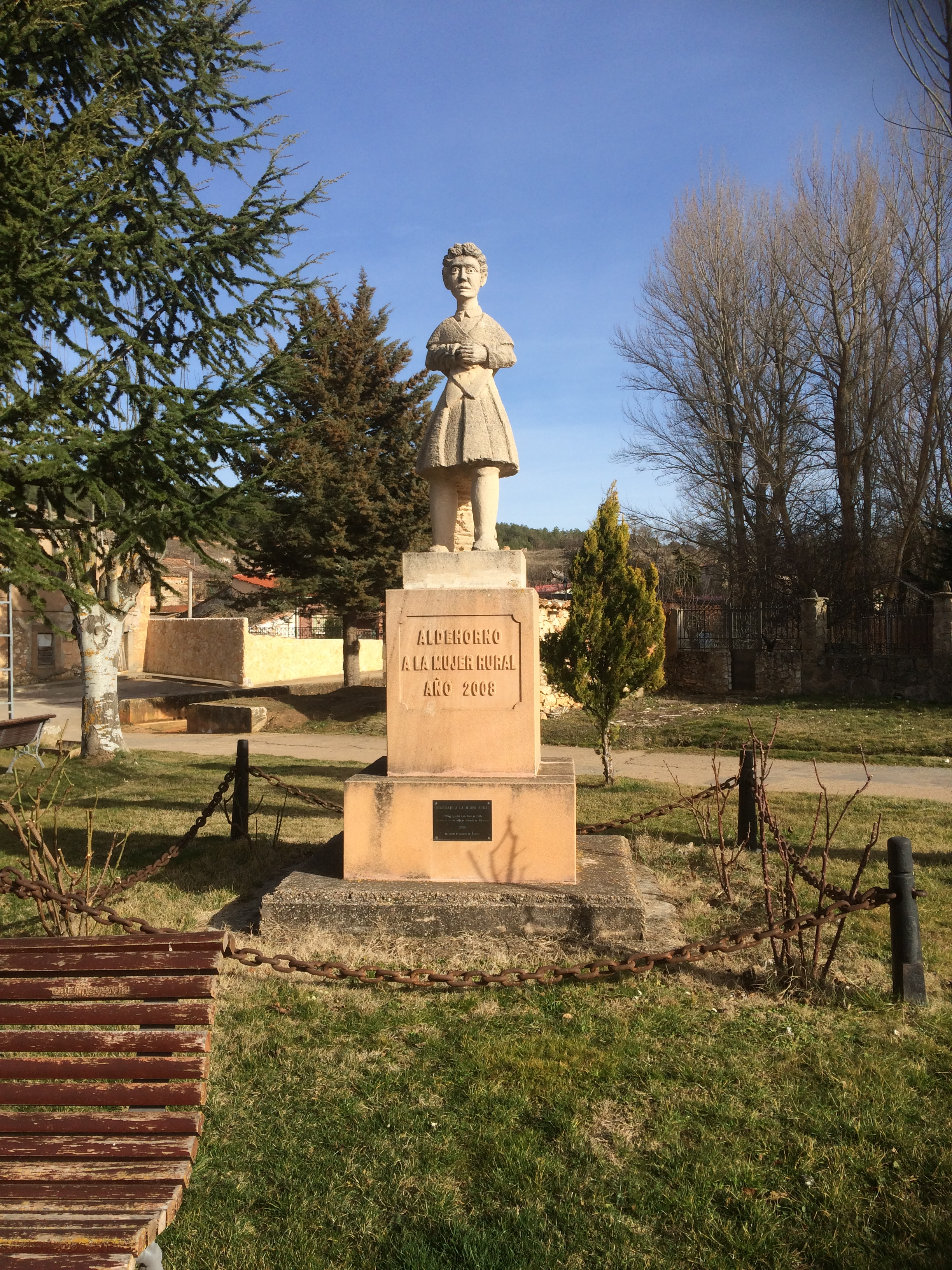
Homenaje a la Mujer Rural

Talla en piedra del escultor segoviano Luis Haro de Pablo (1923 - 2023) en homenaje a la Mujer Rural (2008).